# Wolfgang Lindow
Wolfgang Lindow (* 20. Dezember 1932 in Greifenberg in Pommern; † 30. März 2020 in Bremen) war ein deutscher Germanist und Volkskundler.
Als wesentlich am Aufbau des Instituts für niederdeutsche Sprache in Bremen beteiligter Wissenschaftler hat er auch an zahlreichen maßgeblichen Publikationen zum Niederdeutschen mitgewirkt, zum Beispiel am Plattdüütsch-Hoochdüütsche Wöörbook. Als zeitweiliger Sprecher der niederdeutschen Nachrichten im Radio Bremen erlangte er zudem Bekanntheit.

## Veröffentlichungen
- Ein kurtzweilig Lesen von Dil Ulenspiegel: nach dem Druck von 1515. Reclam-Verlag, Stuttgart 2015, ISBN 978-3-15-001687-9
- Die niederdeutsche Sprache: einführende Handreichung für Lehrende. Schuster-Verlag, Leer 1994, ISBN 978-3-7963-0319-7
- Plattdeutsch-hochdeutsches Wörterbuch. 3. Auflage, Schuster-Verlag, Leer 1987, ISBN 978-3-7963-0240-4
- Plattdeutsches Wörterbuch. Schuster-Verlag, Leer 1984, ISBN 978-3-7963-0215-2
- Das Plattdeutsche in Schleswig-Holstein: Eine Erhebung d. Statist. Landesamtes Schleswig-Holstein. Wachholtz-Verlag, Neumünster 1967
- Volkstümliches Sprachgut in der neuniederdeutschen Dialektdichtung. Dissertation, 1961